# Шовеньга

Шовеньга, Шовинга — река в России, протекает в Усть-Кубинском районе Вологодской области. Устье реки находится в 31 км по левому берегу реки Уфтюга. Длина реки составляет 29 км. В 8 км от устья по правому берегу принимает реку Пешка.
Шовеньга берёт начало в лесной заболоченной местности в 15 км к северо-востоку от села Богородское (центра Богородского сельского поселения). Русло сильно извилистое, в верхнем течении течёт на юго-запад, затем на юг, около покинутых деревень Вепри и Леваши разворачивается на северо-запад. В среднем течении на берегу реки деревня Афанасовская, в нижнем течении — Конаново. Шовеньга впадает в Уфтюгу ниже села Богородское.

## Данные водного реестра
По данным государственного водного реестра России относится к Двинско-Печорскому бассейновому округу, водохозяйственный участок реки — озеро Кубенское и реки Сухона от истока до Кубенского гидроузла, речной подбассейн реки — Сухона. Речной бассейн реки — Северная Двина.
По данным геоинформационной системы водохозяйственного районирования территории РФ, подготовленной Федеральным агентством водных ресурсов:
- Код водного объекта в государственном водном реестре — 03020100112103000005238
- Код по гидрологической изученности (ГИ) — 103000523
- Код бассейна — 03.02.01.001
- Номер тома по ГИ — 03
- Выпуск по ГИ — 0